# 이탈리아 공군
이탈리아 공군(Aeronautica Militare 아에로나우티카 밀리타레[*], AM)은 이탈리아의 공군 전력으로서, 해군, 육군, 카라비니에리(헌병)과 함께 국방 참모 총장의 지휘 하에 있으며, 국방부 소속인 이탈리아군을 구성하는 네 군 중 하나다.
이탈리아 공군은 1923년 3월 국왕 비토리오 에마누엘레 3세에 의해 독립적인 군종인 왕립 공군("Regia Aeronautica")의 이름으로 창설되었다. 제2차세계대전 이후 이탈리아가 국민투표의 결과에 따라 공화국으로 전환되었을때 현재 사용되고 있는 명칭이 주어졌다. 창설 시기 부터 이탈리아 공군은 현대 이탈리아군 역사에 지대한 영향을 미쳤다. 공군 소속 곡예비행단은 프레체 트리콜로리(Frecce Tricolori)이다.

## 역사

### 초기 역사와 제1차 세계대전
이탈리아는 군용 항공기를 도입한 최초의 국가들 중 하나였다. 이탈리아의 군용 항공부대의 역사는 이탈리아 왕립 육군(Regio Esercito)이 처음으로 항공 장비를 도입한 1884년까지 거슬러 올라간다. 당시 항공부대(Corpo Aeronautico Militare)는 로마 근처에서 관측 열기구를 운용했다. 
1911년, 이탈리아-튀르크 전쟁에서 운용된 정찰 편대와 폭격 편대는 최초로 전투에서 열기구가 아닌 자체동력을 갖춘 비행물체(동력비행기)가 사용된 사례로 꼽힌다. 

### 왕립공군과 제2차 세계대전
1923년 3월 28일, 이탈리아 왕국의 국왕 비토리오 에마누엘레 3세의 명에 의해 이탈리아 공군이 독립적인 군종으로서 창설되었다. 이탈리아의 공군은 당시에 왕립공군(Regia Aeronautica)으로 불리었다. 1930년대에 신생 이탈리아 공군은 처음으로 실전에 투입되었다. 처음에는 1935년 에티오피아에서, 그리고 그 이후에는 1936년에서 1939년까지 이어진 스페인 내전에서 이탈리아 공군은 실전에 투입되었다. 중립을 유지하고 있던 이탈리아는 1940년 6월 10일 독일의 동맹으로 2차 세계대전에 참전하였다. 왕립공군은 (60%도 되지 않는 항공기만 작전 투입이 가능하였지만) 당시 3000대 이상의 항공기를 전개할 수 있었다. 이탈리아의 공군은 차가운 러시아 툰드라 지역의 상공부터 북아프리카의 모래사막까지 수많은 전선에서 전투를 벌이고 인력과 장비를 상실하였다.
1943년 9월 8일, 이탈리아의 항복 이후 종전 직전까지 이탈리아는 연합군과 추축국 두 진영으로 분단이 되었는데 왕립공군 또한 비슷한 운명을 맞이하였다.

### 현대 이탈리아 공화국 공군의 탄생과 냉전
1946년 6월 18일, 국민 투표에 의해 이탈리아 왕국은 역사의 뒤안길로 사라지고 이탈리아 공화국이 건국되었다. 그 결과로 왕립공군은 '왕립'의 지위를 상실하고 오늘날까지도 존속하고 있는 이탈리아 공군으로 거듭났다.
1947년 파리 평화조약은 이탈리아군 전반에 중대한 제한들을 가했지만 1949년 이탈리아가 창립 회원으로 있는 나토가 설립되자 이탈리아 공군을 포함해 이탈리아군 전체의 현대화가 필요하게 되었다. 미국의 상호방위원조 프로그램에 의거해 미국이 이탈리아에 군사 지원을 하자 이탈리아 공군은 미국산 P-47 썬더볼트와 P-51 머스탱과 같은 프로펠러식 전투기들을 도입하였다. 1952년에 이탈리아 공군은 처음으로 제트전투기들을 도입하게 되었는데, 초기에는 미국의 F-84G 썬더제트와 F-86D 세이버, 그리고 200대 이상 라이센스 생산한 영국 드하빌란드사의 뱀파이어 전투기, 나중에는 리퍼블릭 F-84G 썬더제트와 C-119 수송기 등을 미국으로부터 도입했다. 새로 태어난 이탈리아 항공산업도 이 시기부터 피아트 G91, 아에르마키사 MB-326, 피아지오 P.166, 그리고 아구스타-벨 헬기 시리즈와 같은 독창적인 비행기를 몇몇 개발하고 생산하기 시작했다.
이탈리아 공군의 첫 초음속 전투기는 미국이 설계하고 유럽의 몇몇 항공업체들이 생산한 F-104 스타파이터다. 1970년대에 이탈리아 공군은 물자 수송과 공수부대 투하가 가능한 자체 생산한 G222 수송기, 그리고 미국의 현대 전략 수송기인 C-130 허큘리스를 도입하였다. 그리고 지상공격과 공역방어의 용도로 개선된 기종인 F-104S 스타파이터 전투기를 도입하였다.
이탈리아 항공산업의 확장을 위한 정부의 정책은 서독과 영국과 합작해 만든 파나비아 토네이도 전투기 프로젝트 참여라는 결과로 나타났다. 전폭기이자 요격기인 토네이도 전투기는 2019년 현재에도 삼국 모두가 현역으로 사용하는 있는 전투기이다. 이탈리아 항공회사들은 브라질의 엠브라에라사와 합작해 토네이토 프로젝트보다는 작은 규모의 프로젝트로 AMX 항공기를 개발했다

### 냉전의 종결부터 현재까지
1990년 이라크의 쿠웨이트 침공 이후 이탈리아는 다국적 연합군에 참여해 이탈리아 공군의 파일럿들은 45년만에 처음으로 전투 임무를 시행하게 되었다. 노후화되 F-104 스타파이터를 대체하기 위해 이탈리아는 독일, 스페인, 영국과 함께 2000년 이탈리아 공군에 도입하는 것을 목표로 유로파이터 타이푼 전투기의 개발에 참여한다.  1994년, 이탈리아 공군은 지연되고 있는 타이푼 전투기의 도입까지의 전력 공백을 막기 위해 영국으로부터 10대의 파나비아 토네이도 요격기 개량형을 10년 동안 임대하였다. 
임대 계약이 2004년 만료되자 이탈리아 공군은 비싼 계약 연장보다는 미국으로부터 34대의 F-16 파이팅 팰컨 다목적 전투기를 임대하기로 한다. 여기서 임대된 모든 F-16 전투기들은 2012년 5월부로 모든 F-104 스타파이터, 파나비아 토네이도 요격기 개량형, F-16 파이팅 팰컨 다목적 전투기를 대체하기에 충분한 양의 타이푼 전투기가 도입되었다는 판단을 내린 이탈리아가 반환한다. 마지막 F-104 스타파이터는 2004년에 퇴역하였다.
소말리아, 모잠비크, 그리고 가까운 발칸에서의 분쟁은 이탈리아 공군이 가까운 구유고슬라비아 상공의 다국적 공군에 참여하도록 유도했으며 이는 이탈리아 공군 지휘관들이 이탈리아 방공 능력 개선의 필요성을 느끼게 하였다.
이탈리아 공군의 수송능력은 G222들이 22대의 미국 C-130J 전략 수송기와 12대의 C-27J 스파르탄으로 완전히 대체되면서 개선되었다. 2003년에 이탈리아 공군은 소규모 국지전을 상정한 특수전 능력을 깆추기로 결정했고, 이는 적 지상 항공 관련 시설에 대한 파괴 공작, 이동식 항공관제 임무, 전투원 탐색 및 구조 임무를 위한 RIAM 부대(Reparto Incursori Aeronautica Militare)의 창설로 이어졌다.

## 같이 보기
- 이탈리아 해군
- 이탈리아 육군
- 카라비니에리